# درة تي تهليون (تشين)
درة تي تهلیون (بالفارسية: دره تی تهلیون) هي قرية تقع في إيران في قسم تشین الريفي. يقدر عدد سكانها بـ 78 نسمة بحسب إحصاء 2016.